# Ростовкинское сельское поселение
Ростовкинское се́льское поселе́ние — муниципальное образование в Омском районе Омской области Российской Федерации.
Административный центр — посёлок Ростовка.

## История
Статус и границы сельского поселения установлены законом Омской области от 30 июля 2004 года № 548-ОЗ «О границах и статусе муниципальных образований Омской области»

## Население
| 2006  | 2010  | 2011  | 2012  | 2013  | 2014  | 2015  |
| ----- | ----- | ----- | ----- | ----- | ----- | ----- |
| 5543  | ↘5468 | ↗5479 | ↗5507 | ↗5567 | ↗5618 | ↘5609 |
| 2016  | 2017  | 2018  | 2019  | 2020  | 2021  | 2023  |
| ↘5594 | ↘5518 | ↘5465 | ↘5395 | ↘5322 | ↗5587 | ↘5493 |

## Состав сельского поселения
| № | Населённый пункт | Тип населённого пункта          | Население |
| - | ---------------- | ------------------------------- | --------- |
| 1 | Ростовка         | посёлок, административный центр | ↘5493     |